# Rheodytes leukops
Rùa sông Fitzroy (Rheodytes leukops) là loài rùa thuộc họ Chelidae. Loài là thành viên duy nhất của chi Rheodytes. Đây là loài đặc hữu phía đông nam Queensland, Australia.
Các báo cáo gần đây có thấy loài rùa này bị giới hạn ở hệ thống thoát nước của sông Fitzroy, Queensland, Australia. Môi trường sống của loài rùa bao gồm ít hơn 10,000 km² bao gồm các sông Fitzroy, Mackenzie và Dawson.Rùa này có khả năng rất đặc biệt là loài rùa Fitzroy sinh sống ở phía Đông Nam Queensland, Australia có khả năng hô hấp bằng hậu môn. Cụ thể, trong phần cuối cơ thể của nó có một chiếc túi đặc biệt gọi là bursa và hai cái nang lớn giúp chúng lấy oxy trong nước để kéo dài thời gian lặn dưới nước. Trong khi lặn, loài rùa này liên tục bơm nước vào hậu môn rồi túi bursa và hai nang sẽ tự động lọc oxy để cung cấp cho cơ thể. Điều này giúp chúng có thể tăng cao thời gian lặn hơn so với tất cả các loài rùa khác. Ước tính, số oxy thu thập qua hậu môn chiếm hơn 70% oxy mà rùa Fitzroy nạp vào cơ thể, gấp nhiều lần lượng không khí mà chúng thu vào qua đường miệng.